# Limelight Networks
Limelight Networks  ist Betreiber eines privaten globalen Glasfasernetzwerkes und Entwickler einer cloud-basierten Digital Presence Management Plattform, die digitale Kommunikation zusammenführt.
Das Netzwerk verfügt nach Angaben des Unternehmens über eine Bandbreite von mehr als 9 TB/s, besteht aus mehr als 15.000 Servern und 80 POPs und bietet über 20 Petabytes an Cloud-Storage. In über 26 Ländern belegt Limelight Networks den ersten oder zweiten Platz in der Performance-Wertung.
Sitz des Unternehmens ist Tempe, Arizona, USA. Die Aktiengesellschaft verfügt über Niederlassungen in San Francisco, Seattle, Framingham, Grand Rapids, New York City, Solana Beach, Herndon, Paris, Washington DC, Bangalore, Gurgaon, Mumbai, Delhi, London, Seoul, Singapur, Tokyo, Lviv, Frankfurt, Berlin und München.

## Geschichte
Limelight Networks wurde 2001 in Tempe, Arizona, USA als Anbieter eines Content Delivery Networks gegründet.
Im Juli 2006 vereinbarte das Unternehmen eine Beteiligungsfinanzierung über 130 Mio. $ mit einer Gruppe von Investoren, die von Goldman Sachs angeführt wurde. Im Jahr darauf nahm Limelight Networks bei seinem ersten Börsengang 240 Mio. $ ein, als 16 Mio. Aktien zu einem Kurs von 15 $ verkauft wurden. Im April 2008 wurde der Firmengründer Michael Gordon aufgrund seiner Beiträge zu dem jungen Wirtschaftszweig vom StreamingMedia Magazin als „Streaming Media All-Star“ bezeichnet.
Limelight Networks erhielt Frost & Sullivan‘s Product Line Strategy Award 2012. Forrester Research bewertete Limelight Networks als „Strong Performer“.
Ende Juni 2023 zeichnete GigaOm, ein technologieorientiertes Analysten- und Medienunternehmen, Edgio in seinem neuesten GigaOm Radar for Edge Platforms v3 Report als Leader und Outperformer aus. Edgio wurde in der Grafik und mehreren Tabellen als führend anerkannt und als Plattformanbieter mit Reife im Markt definiert.

## Kunden
Zu den Kunden zählen nach Unternehmensangaben: Amazon, ARD, Capcom, Disney, EA Sports, Facebook, Groupon, HBO, Microsoft, Myspace, Netflix, Nissan, Quiksilver, Sony, Sun Microsystems, Toyota und Viacom.